# Abbaye Saint-Denis de Nogent-le-Rotrou
L'abbaye Saint-Denis de Nogent-le-Rotrou est une ancienne abbaye de l'ordre de Saint-Benoît sur le territoire de la commune française de Nogent-le-Rotrou, dans le département d'Eure-et-Loir, en région Centre-Val de Loire, dans le diocèse de Chartres. Il est désormais prévu d'y installer le futur pôle culturel de la ville à commencer par la bibliothèque municipale.

## Histoire de l'Abbaye

### Protections
L'église Saint-Laurent fait l'objet d'une inscription au titre de monument historique dès 1927.
Les restes des bâtiments abbatiaux sont inscrits en 1948.
En 2022, le conseil municipal de la ville mandate le maire pour instruire auprès de la direction régionale des Affaires culturelles le dossier de classement de ces deux édifices : d'une part, un christ en majesté du XIIIe siècle est découvert au dessus de la voûte de l'église Saint-Laurent, d'autre part, certains bâtiments de l'abbaye pourraient être repris par la ville à l'occasion de travaux au collège Arsène Meunier.

### Fondation auXIesiècle
L'abbaye est fondée par Geoffroy Ier du Perche, mort en 1040, seigneur de Mortagne-au-Perche et de Nogent des alentours de l'an mil à sa mort et vicomte de Châteaudun sous le nom de Geoffroy II de 1004 à 1040. Il est le fils de Fulcois, comte de Mortagne, et de Mélisende de Nogent.
La charte de fondation décrit la construction d'une basilique qui semble être achevée en 1031. Rotrou II du Perche est cité avec son frère aîné Hugues en 1031 dans une charte que signe leur père Geoffroy Ier du Perche.
Dans cette charte il donne aux moines 10 arpents de prés autour de l'église, quatre moulins sur la Rhône, l'église Saint-Hilaire, le Breuil (commune de Marcheville), la Beausserie (commune de Béthonvilliers), tous les droits sur ses forêts à l'exception de celle de Perchet, l'église de Champrond-en-Perchet, la terre de Nigelles, les Viviers, un moulin sur l'Erre, le cens sur les moulins de Chartres, l'église Saint-Sépulcre de Châteaudun, cinq étaux pour la vente du sel et de la viande dans la ville de Châteaudun, le droit d'asile dans le bourg de Saint-Denis, ainsi que droits de juridiction et de seigneurie avec celui d'avoir des hommes d'armes pour veiller à la sécurité du bourg et du monastère.
Rotrou II est également témoin, toujours avec son frère, d'une autre charte de son père, qui fait une donation à ce même monastère en 1040. Leur père est tué peu après dans une émeute à Chartres en 1040 et son frère aîné ne lui survit que de quelques années. C'est lui qui fera achever et consacrer l'édifice.
Avant 1069, Rotrou II fait appel aux moines de l'abbaye Saint-Père-en-Vallée de Chartres pour peupler et restaurer la communauté monacale, qu'il place à la fin de sa vie sous l'autorité de l'abbé de cette abbaye chartraine, mais son fils Geoffroy IV, comte de Mortagne et seigneur de Nogent (1079-1100) conteste cette donation et offre son abbaye aux moines de l'abbaye de Cluny, qui dès lors en devient un prieuré en 1080.« Donation faisant suite à une querelle avec les religieux de Saint-Père de Chartres, premiers bénéficiaires de cette fondation qui remonte à 1031-1032. Cette concession est symptomatique de l'enjeu géopolitique que représente un établissement monastique de ce type, car le choix de Cluny – qui venait de récupérer du roi la collégiale de Saint-Martin-des-Champs, dans la capitale capétienne – au détriment de l'abbaye chartraine, dans un centre de pouvoir de la famille de Blois, ne peut pas être une simple coïncidence ».

### XIIeetXIIIesiècles
L'abbaye va se développer grâce aux nombreux dons qu'elle reçoit, c'est ainsi que sont construits les absidioles au chevet de l'église, la restauration des bâtiments étant dans le prolongement du transept sud de l'église que sont le chauffoir, le scriptorium et au sud de l'entrée de l'église le bâtiment qui correspondrait au cellier ou grande salle, et possible logis de l'abbé. Le pavillon d'entrée est alors construit sur la rue Saint-Denis.
Après une période de prospérité, l'abbaye subit le contre-coup d'événements qui ne dépendent pas d'elle : ses protecteurs, la famille de Rotrou, vont s'éteindre en 1226. Dans le milieu du XIIe siècle, il ne reste que 27 moines dans ses murs, ce qui lui confère encore le titre de prieuré.
En 1250, les moines n'étant plus assez nombreux, le monastère perd son statut de prieuré et devient un doyenné, dont les 20 moines restants assurent quatre messes journalières. C'est pendant ce siècle qu'est construite l'église mariale dite église Notre-Dame de Nogent-le-Rotrou, qui deviendra en 1807 le réfectoire de la caserne et, à l'étage, ses logements, puis en 1948 une salle d'étude et un économat.

### XIVeetXVesiècles
Dans le courant du XVe siècle, les moines obtiennent la direction des écoles de Nogent. Puis au siècle suivant se met en place le régime de la commende où les abbés sont nommés par le roi.
L'église Saint-Laurent, construite dans l'enclos de l'abbaye aux XVe et XVIe siècles, était destinée aux laïcs. Elle était séparée par une porte. À la sobriété de sa façade s'oppose la richesse de son mobilier intérieur, dont une Mise au tombeau du XVe siècle. Elle fait l'objet d'une inscription sur l'inventaire supplémentaire des monuments historiques en 1927.

Église Saint-Laurent
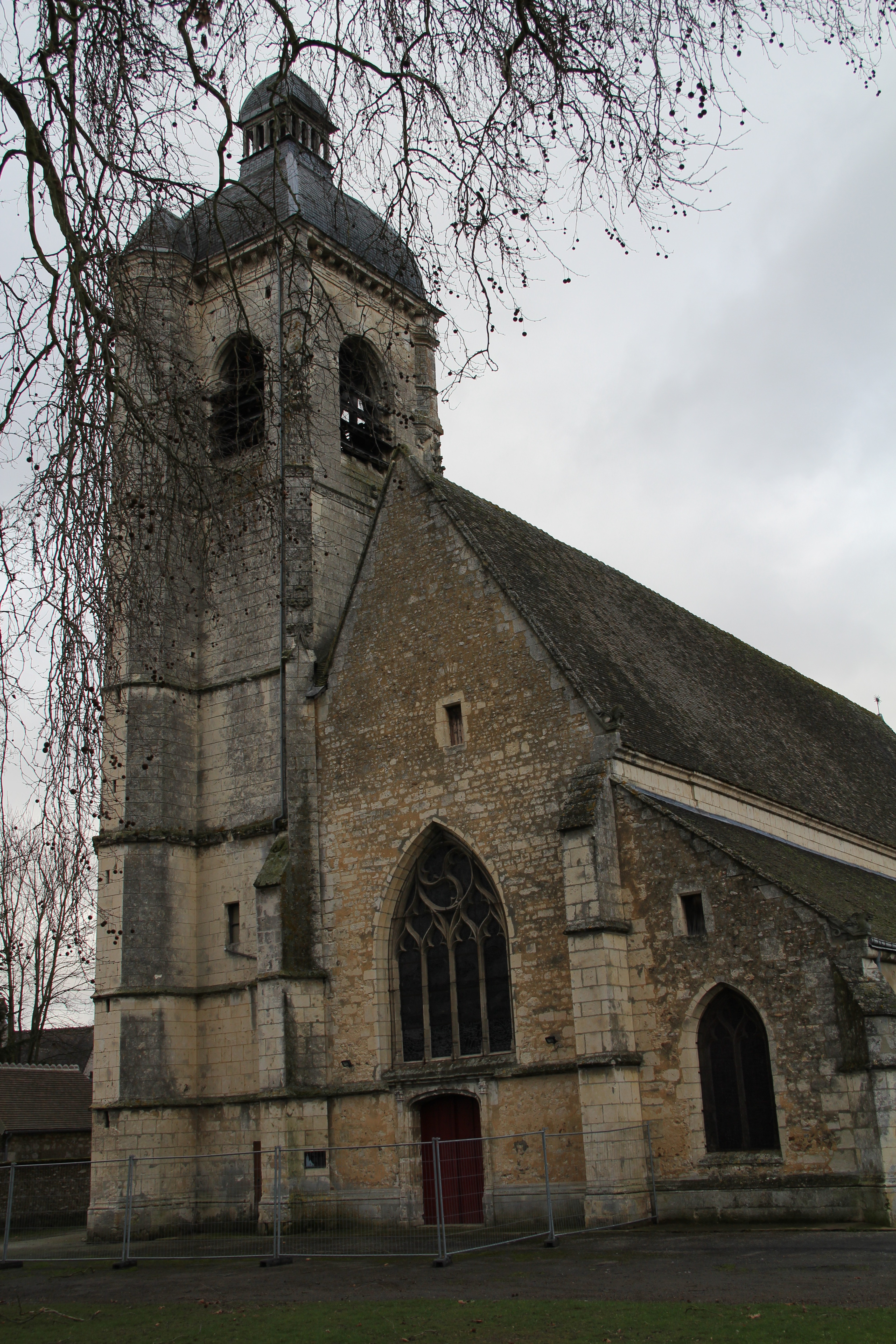
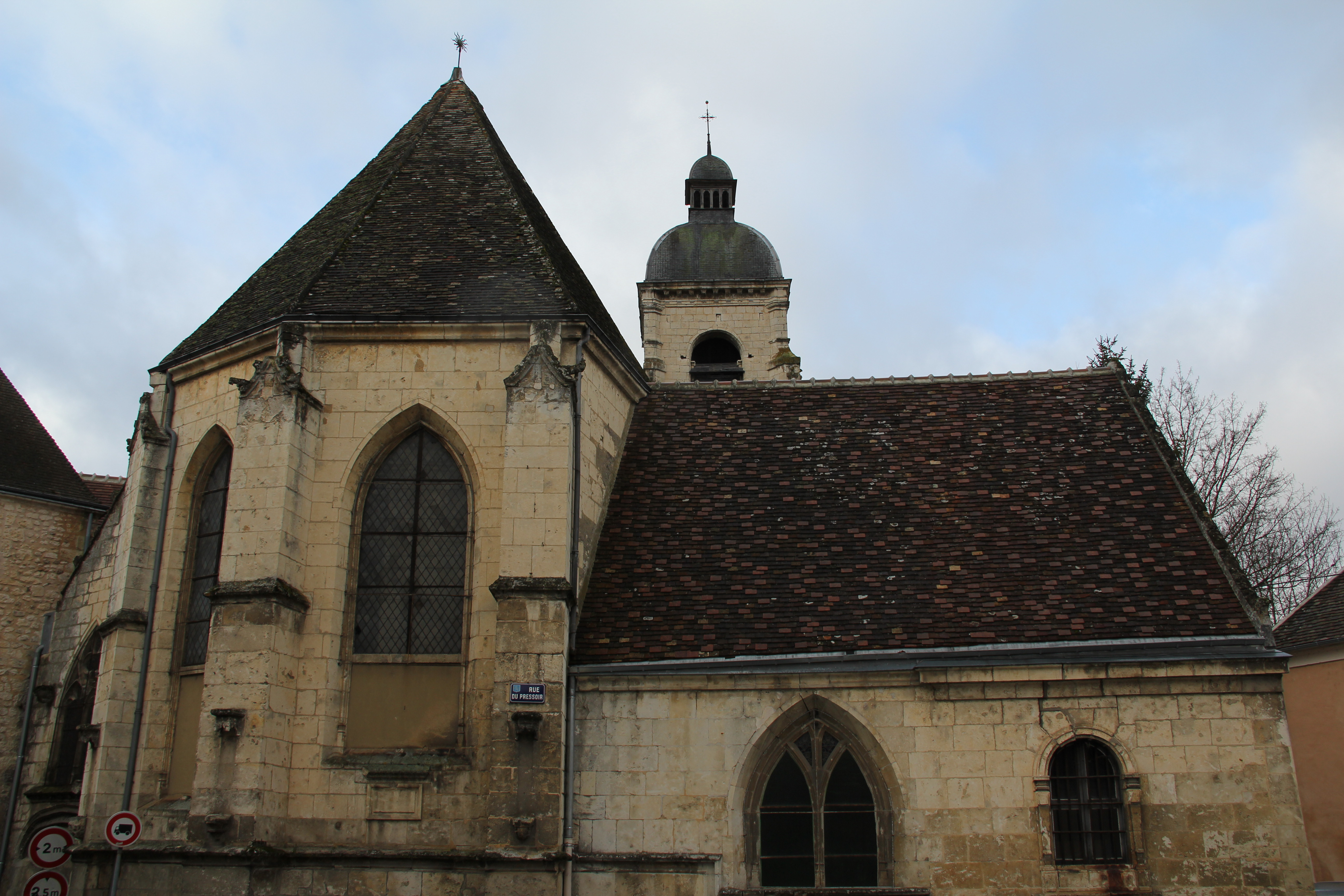
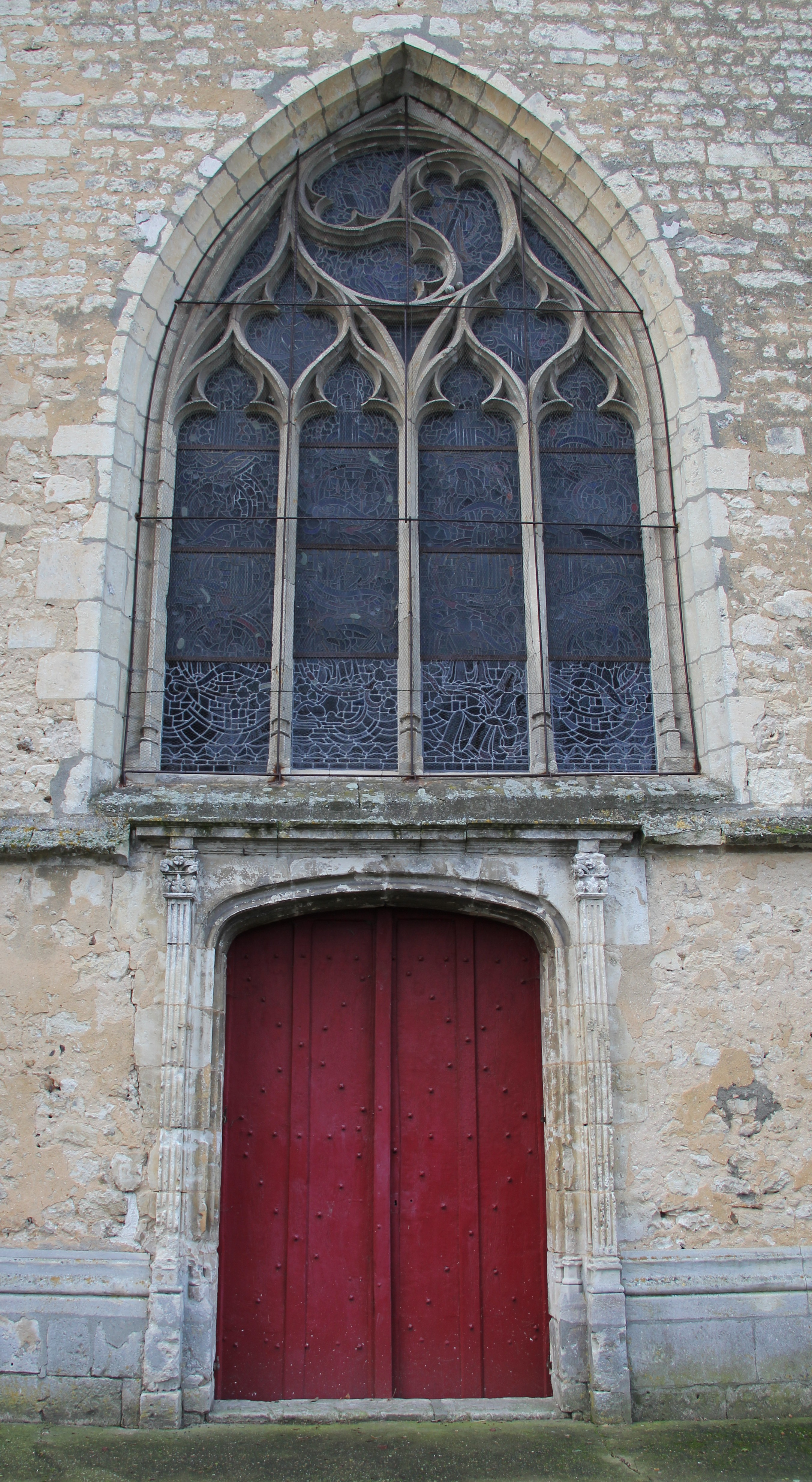
Portail.
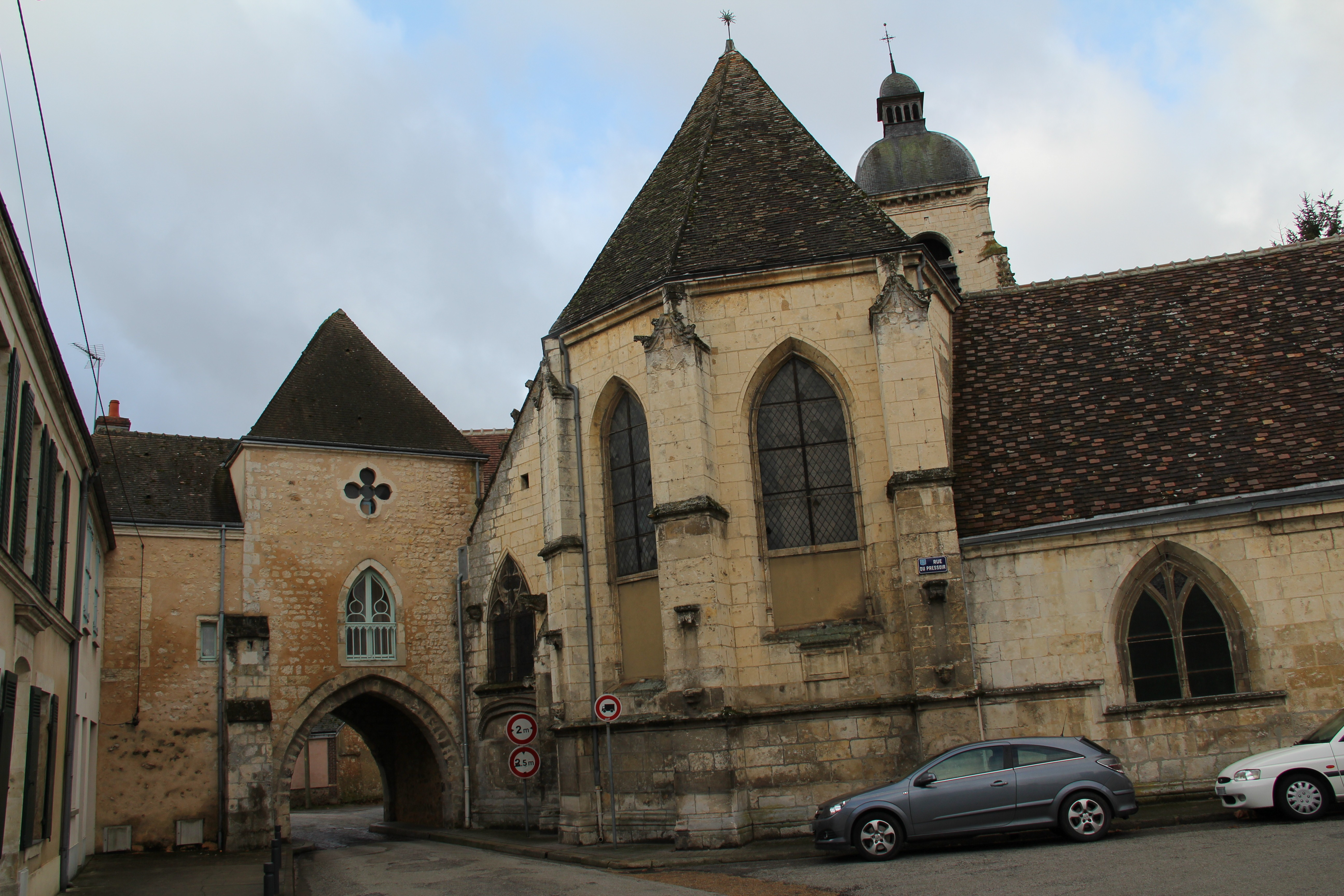
Porche.

### XVIeetXVIIesiècles
Du 20 au 23 juillet 1558 se tient dans la salle du chapitre de l'abbaye la réunion des états de la province du Perche pour la rédaction de la coutume du Perche. Le XVIIe siècle voit les vocations diminuer, ils ne sont plus que cinq moines dans le monastère. C'est au cours du XVIe siècle que sont édifiés la maison du bailli et l'église Saint-Laurent ; sont reconstruits le chapitre et le dortoir, la grande salle, ou logis de l'abbé.

### XVIIIeetXIXesiècles
Tombée dans un état de délabrement total, l'abbaye est fermée en 1788 et, à la suite de la Révolution, les bâtiments sont mis en vente le 11 frimaire an VIII (2 décembre 1799)  et acquis par un monsieur Rouvray. Le clocher de l'église en ruines est abattu ainsi que divers bâtiments le 3 février 1797.
Le 7 mars 1806, un décret impérial autorise la municipalité à faire l'acquisition des bâtiments restants, ce qu'elle fait un an plus tard et y installe une caserne, qui va être convertie en collège, palais de justice, et prison.

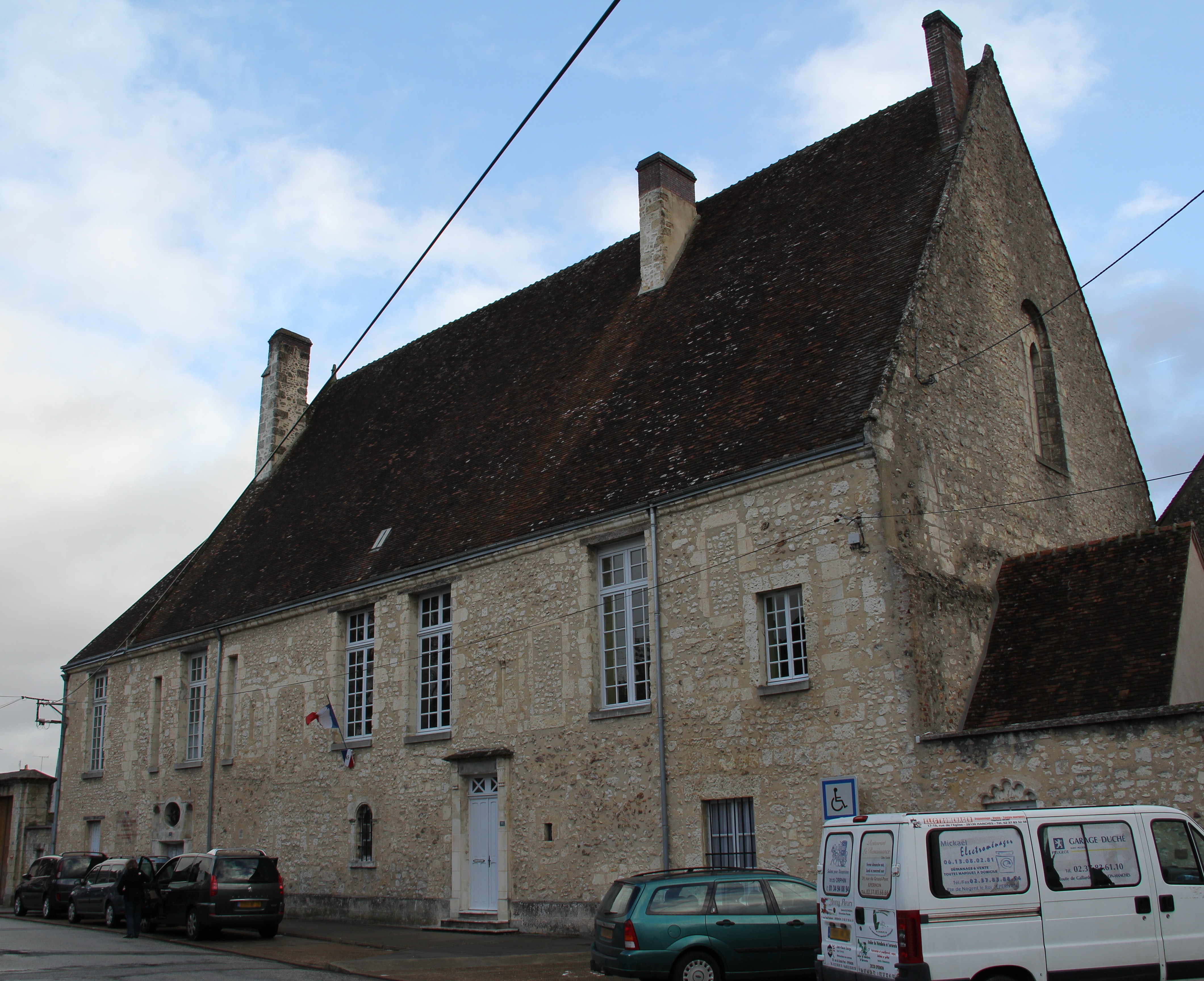
La Maison de la Justice et du Droit, installée dans un bâtiment de l'ancienne abbaye Saint-Denis.
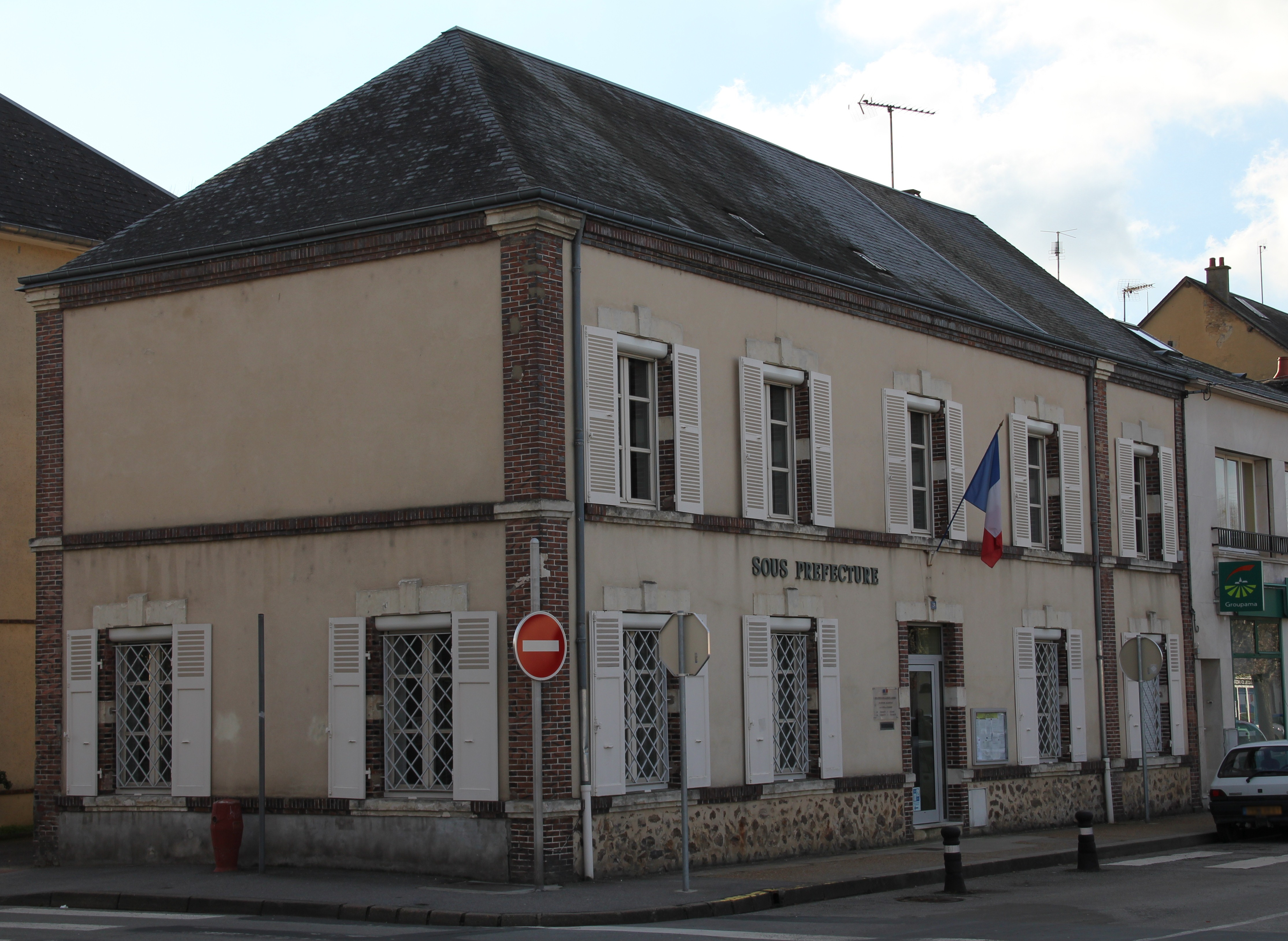
La sous-préfecture de Nogent-le-Rotrou.

## Église abbatiale
Cette basilique est orientée, entrée à l'ouest, chevet à l'est. Elle est desservie par des moines bénédictins ayant pour fonction de prier pour le salut du fondateur, ainsi que des membres de sa famille, vivants et morts confondus. Elle est placée sous le vocable de saint Denis, et devient le lieu de sépulture de la famille de Rotrou. Elle avait 76 mètres dans sa plus grande longueur sur 22 mètres dans sa largeur la plus grande. On peut par les textes et les marqueurs stylistiques dater sa construction dans une période comprise en 1028 et 1080. Elle possédait huit autels.
La basilique fut consacrée en 1076 en présence de Rotrou II du Perche, de l'évêque de Chartres, Robert de Grantemesnil (1075-1076), de Gauscelin (Gauscelinus), abbé de Saint-Calais, et de l'évêque du Mans, Arnaud (1067-1081).
Après avoir subi les affres des conflits, le chœur est partiellement reconstruit dans les débuts du XIIIe siècle et de cette époque, on peut encore voir les chapiteaux à crochets du vaisseau central, ainsi que les voûtes d'ogives des chapelles rayonnantes.
À la hauteur du transept sud, une porte donne accès à la salle capitulaire et au cloître d'où l'on accède au réfectoire et aux cuisines plus au sud de l'église. Derrière la partie ouest du cloitre se trouve le cellier à proximité des cuisines et du moulin Saint-Denis à l'intérieur de l'enclos, sur les bords de l'Erre.
Au début du XVIe siècle, des travaux sont entrepris au pied des contreforts des absidioles du chevet de l'église où l'un des contreforts du chœur porte les armes de Jacques d'Amboise (v.1440-1516), abbé de Jumièges, de Cluny et de Saint-Alyre de Clermont, ainsi que de l'évêque de Clermont.
En 1657, l'église est indiquée comme étant en ruines.
En 1807, la nef ruinée jusqu'au transept sera transformée en cour. Le déambulatoire et les absidioles cloisonnées font office de dortoirs, les bras nord du transept deviennent les écuries, et les tribunes de l'église servent de chambres aux officiers.

### Sépultures
Sont inhumés dans l'abbaye de Geoffroy I, vicomte de Châteaudun et seigneur de Nogent, mort en 1039, à Geoffroy III, comte du Perche et seigneur de Nogent, mort en 1202.

## Privilèges
- Droit de justice haute, moyenne et basse[9].
- Droit de notariat et scel à contrats.
- Droit de sergenterie dont l'exercice exige la nomination d'un bailly, d'un lieutenant, et un procureur fiscal, un greffier et un notaire.
- Droit de prison close[Note 3],[10], dans le monastère pour la garde et la correction des délinquants et malfaiteurs.
- Droit de parc pour les animaux capturés ayant causé des dommages.
- Droit de poteaux et pilori, près des halles et droit de fourches patibulaires à quatre piliers, dressée sur le grand chemin de Nogent à Mortagne.
- Droit d'amendes, confiscations et aubaines, appartenant aux seigneurs châtelains.
- Droit de halles et d'étalage.
- Droit de foire dans la ville de Nogent, le 9 octobre, jour de la fête de  saint Denis.
- Droit de péage sur le Pont de Bois.
- Droit de boucherie et charcuterie.
- Droit de maîtrise de tanneurs et corroyeurs de cuirs, de tisserands, sergers, étaminiers.
- Droit d'avoir chaque année une paire de souliers de chaque cordonnier ayant boutique.
- Droit de four banal, et de banalité de moulin.

## Abbés et prieurs

### Abbés et prieurs réguliers
- 1390 : Doyen Pierre de Chastillon.

### Prieurs doyens commendataires
- 1562-1567 : Jean IV Jouvenel des Ursins, abbé également de l'abbaye Notre-Dame de la Pelice, de l'abbaye de Saint-Méen et prieur doyen de Saint-Denis de Nogent-le-Rotrou. Il dépose un dossier au Parlement de Paris  pour crainte de refus de dîmes[Note 4],[11].

## Personnalités et bienfaiteurs de l'abbaye
- Rotrou II du Perche, sixième vicomte de Châteaudun, seigneur de Nogent-le-Rotrou (1039-1079), comte de Mortagne ;
- Geoffroy II du Perche, mort en octobre 1100, comte de Mortagne et seigneur de Nogent de 1060 à 1090, puis comte du Perche de 1090 à 1100. Fils de Rotrou II du Perche ;
- Rotrou III du Perche le Grand, second comte du Perche (1100-1144) ;
- Rotrou IV du Perche, troisième comte du Perche, (1144-1191) ;
- Geoffroy IV de Châteaudun, vicomte de Châteaudun (vers 1180-1191) ;
- Geoffroy III, comte du Perche (1191-1202), mari de Mathilde de Bavière, nièce de Richard Cœur de Lion et fille d'Henri le Lion ;
- Thomas du Perche, cinquième comte du Perche, 1202-1217, fils de Geoffroy III ;
- Guillaume du Perche, mort le 18 février 1226, comte du Perche de 1217 à 1226. Il est fils de Rotrou IV, comte du Perche, et de Mathilde de Blois-Champagne, évêque de Châlons-en-Champagne, sixième comte du Perche, 1217-1226.

## Baillis de l'abbaye
- 1554 : Pierre Durand.
- 1581 : Pierre Duve.
- 1634 : René d'Amilly.

## Procureurs fiscaux de l'abbaye
- 1550 : Gabriel Le Vaillant.
- 1680 : Pierre Leroy, révoqué en 1681.
- 1750 : Pierre Charles Clément Vasseur.

## Propriétés et revenus

### Cures et prieurés

#### Cures
- L'église Saint-Hilaire ;
- L'église Saint-Aubin de Champrond-en-Perchet, [Note 5],[12]. L'existence de cette église est attestée dès 1051, lors de son rattachement à l'abbaye Saint-Denis de Nogent-le-Rotrou[13] ;
- l'église Saint-Sépulcre de Châteaudun.

#### Prieurés
- Prieuré Saint-Pierre-ès-Liens de Ceton, fondé vers 1090 par des biens donnés par Gauthier et Yves Chesnel, en partie du XIe siècle[14], classée Monument historique[15]. Elle abrite une sculpture du XVIe siècle (Mise au tombeau), un retable et un tableau (Le Triomphe de saint Roch) du XVIIe classés à titre d'objets[16], avec le logis prieural, construit au XVIIe siècle pour loger le chapelain et le fermier général. [Note 6] ,[17] ;
- Prieuré Saint-Sépulcre de Châteaudun ;
- Prieuré Saint-Pierre de Pontneuf ;
- Prieuré Saint-Lubin de Flacey ;
- Prieuré Sainte-Trinité de Champrond-en-Gâtine, fondé vers 1250 ;
- Prieuré Saint-Pierre d'Happonvilliers ;
- Prieuré Saint-Gilles de Saint-Ulphace, fondé vers 1100 par le comte Gauthier de Montmirail.

### Fermes, moulins, terres, prés et bois
Terres
Dix arpents de prés autour de l'église à  Nogent-le-Rotrou, soit 3 hectares 40 ares, La terre du Breuil (commune de Marcheville), celle la Beausserie (commune de Béthonvilliers), la terre de Nigelles, les Viviers.
Forêts
Tous les droits sur ses forêts à l'exception de la forêt de Perchet.
Moulins
Quatre moulins sur la Rhône, un sur l'Erre.